# Nadia van Dyne
Nadezhda "Nadia" van Dyne (nata Pym) è una supereroina, conosciuta come Wasp, appare nei fumetti statunitensi pubblicati dalla Marvel Comics, creato da Mark Waid (testi) e Alan Davis (disegni). La sua prima apparizione avviene in Free Comic Book Day 2016: Avengers (luglio 2016).
Figlia del dottor Henry Pym e della sua prima moglie Maria Trovaya, Nadia viene rapita dagli agenti dei servizi segreti russi poco dopo la sua nascita e cresciuta nel centro d'addestramento denominato Stanza Rossa, da cui successivamente riesce a fuggire assumendo i panni di terza Wasp ed unendosi ai Vendicatori. Il personaggio è stato concepito come adattamento nella continuity dell'Universo Marvel di Hope Pym, figura introdotta nel futuro alternativo dell'universo MC2 e trasposta nel Marvel Cinematic Universe come Hope van Dyne, comprimaria dei film Ant-Man (2015), Ant-Man and the Wasp (2018) e Ant-Man and the Wasp: Quantumania (2023); il nome Nadia ha infatti origini slave e deriva da "Nadežda", ossia "speranza" (in inglese: Hope).

## Storia editoriale
Nell'aprile 1999 su A-Next n. 7, albo scritto da Tom DeFalco, disegnato da Ron Frenz e legato alla linea narrativa MC2, ambientata in un ipotetico prossimo futuro dell'Universo Marvel, esordisce la supercriminale Hope Pym (Red Queen), figlia di Henry Pym e Janet van Dyne che, assieme al fratello gemello Henry Pym Jr. (Big Man) desidera distruggere i Vendicatori per vendicare la morte dei genitori. Il personaggio viene ripreso in numerose altre occasioni senza però venire introdotto nella continuity classica dei fumetti Marvel Comics finché, nel film del 2015 Ant-Man, viene usata come base per realizzare la comprimaria Hope van Dyne.
Nel 2016, sull'onda del successo della trasposizione cinematografica, viene introdotto ufficialmente nell'universo narrativo classico il personaggio della terza Wasp: Nadia Pym figlia di Henry Pym e della sua prima moglie. Lo stesso anno, a luglio, in occasione del rilancio Marvel NOW! della casa editrice, il personaggio ottiene una propria testata, The Unstoppable Wasp, scritta da Jeremy Whitley e disegnata da Elsa Charretier divenendo inoltre una dei personaggi principali del settimo volume di Avengers di Mark Waid e Mike del Mundo.

## Biografia del personaggio

### Origini
Nata a Mosca, Russia, da Henry Pym e Maria Trovaya, Nadia viene alla luce poco dopo che i servizi segreti russi rapiscono sua madre per consegnarla al governo ungherese e farla uccidere; anziché venire a sua volta assassinata la bambina viene tuttavia presa in custodia dai russi, cresciuta nella Stanza Rossa e sottoposta ad intensivi esercizi ginnico-marziali sotto la guida del Soldato d'Inverno. Dopo aver imparato a leggere, non smentendo il retaggio paterno, Nadia si dimostra una bambina prodigio con un'innata predisposizione per la scienza e, dunque, i suoi addestratori le rivelano delle sue discendenze al fine di spronarla ad approfondire ed intensificare i suoi studi.
Da adolescente Nadia ottiene in segreto un campione di Particelle Pym al mercato nero, le studia fino a comprenderne perfettamente il funzionamento e se ne serve per fuggire dalla Stanza Rossa recandosi successivamente negli Stati Uniti nella speranza di incontrare il padre.

### Vendicatori
Una volta giunta a casa del dottor Pym, Nadia scopre tuttavia che questi si è apparentemente sacrificato per sconfiggere Ultron poco tempo prima; sconfortata dal fatto che il genitore sia morto prima che potessero conoscersi, la giovane si introduce di nascosto nel suo laboratorio per scoprire quanto più possibile su di lui e, utilizzando vari componenti dell'originale tuta di Ant-Man, realizza un proprio costume decidendo di diventare la nuova Wasp e di seguire i passi paterni divenendo una supereroina, motivo per il quale si reca alla base dei Vendicatori per conoscere la matrigna Janet van Dyne e la squadra che il padre ha contribuito a fondare. Inizialmente ritenuta un'usurpatrice dell'identità di Wasp da Edwin Jarvis, dopo aver salvato la vita di Visione riparando un malfunzionamento provocato da Kang il Conquistatore, Nadia ottiene la fiducia del gruppo venendo ammessa tra le loro file e presentata alla sua famiglia allargata dal maggiordomo stesso, avendo così modo di conoscere la matrigna Janet, con cui instaura un immediato rapporto d'affetto.

## Poteri e abilità
Nadia è un genio con capacità intellettive paragonabili a quelle del padre ed un'attitudine innata per la scienza, tanto da essere l'unica persona oltre a Henry Pym e Scott Lang, ad aver mai scoperto da sola il corretto funzionamento delle Particelle Pym. Essendo stata addestrata nella Stanza Rossa sin da bambina, Nadia è una fenomenale esperta di spionaggio e combattimento corpo a corpo nonché una stratega tanto abile da essere tra le poche persone riuscite a fuggire dalla suddetta struttura.
Il suo costume, costruito sulla base della tuta di Ant-Man del padre, le conferisce inoltre gli stessi poteri della prima Wasp (Janet van Dyne), ossia il rimpicciolimento fino alle dimensioni di una vespa, l'emissione di scariche d'energia simili a pungiglioni letali (Wasp's Sting), la capacità di comunicare con gli insetti e quella di volare tramite ali biosintetiche.

## Altre versioni

### The End
In Fantastic Four: The End, miniserie che immagina il finale delle avventure dei Fantastici Quattro, la nuova Wasp è una ragazzina figlia di Henry Pym e Janet van Dyne nonché membro, assieme al fratello Beetle Boy e a Spider-Kid, del supergruppo giovanile noto come Insect Squad; non viene tuttavia rivelato quale sia il suo vero nome.

### MC2
Nel futuro alternativo di MC2, Hope Pym è la supercriminale nota come "Red Queen", figlia di Hank Pym e Janet van Dyne, rispettivamente morti in missione coi Vendicatori e per il dolore di aver perso il marito. Nel momento in cui gli A-Next iniziano a venire acclamati dai media come la "nuova generazione" di Vendicatori la donna, assieme al gemello Henry Pym Jr. (Granduomo), sfrutta la fortuna di famiglia per fondare i Rivendicatori, in testa ai quali attacca gli A-Next nella loro base, tortura Cassandra Lang (Stinger) e tenta infine di attivare l'autodistruzione della magione dei Vendicatori venendo però fermata dal fratello il quale, accortosi che sta esagerando, riesce a riportarla alla ragione.

## Altri media

### Marvel Cinematic Universe

Hope van Dyne / Wasp interpretata da Evangeline Lilly in Ant-Man and the Wasp (2018)

Nel media franchise del Marvel Cinematic Universe (MCU), Nadia Pym, con il nome di Hope van Dyne, è interpretata da Evangeline Lilly. In questa versione è l'AD della Pym Technologies, nonché figlia di Hank Pym e Janet van Dyne dalla quale ha preso il cognome per via del burrascoso rapporto con suo padre.
- In Ant-Man (2015) Hope escogita un piano per sottrarre a Darren Cross la pericolosa armatura del Calabrone con la complicità del padre e di Scott Lang, verso cui sviluppa una certa attrazione. Al termine del film eredita l'identità materna divenendo la nuova Wasp.[17]
- Inizialmente Hope sarebbe dovuta comparire in Captain America: Civil War (2016) ma venne rimossa dalla sceneggiatura per non affollare troppo il film.[18]
- In Ant-Man and the Wasp (2018), Hope, assunta l'identitá di Wasp, fa squadra nuovamente con Scott per fermare Ghost e Sonny Burch e salvare sua madre Janet Van Dyne. Dopo la riuscita della missione, Hope e i suoi genitori vengono cancellati dall'esistenza a seguito dello schiocco di dita di Thanos, lasciando Lang bloccato nel regno quantico nei successivi cinque anni.
- In Avengers: Endgame (2019), Hope ritorna in vita dopo lo schiocco di dita di Hulk e aiuta gli Avengers a sconfiggere il titano e il suo esercito, riuscendoci. Nel finale partecipa al funerale di Iron Man e viene mostrata vedere i fuochi d'artificio insieme a Scott e la figlia di quest'ultimo.
- Hope van Dyne compare anche nella serie animata What If...? (2021).
- Lilly riprende il suo ruolo in Ant-Man and the Wasp: Quantumania (2023).

### Televisione
Un adattamento della versione cinematografica del personaggio compare in:
- Avengers Assemble[19]
- Ant-Man
- Marvel Super Hero Adventures

### Videogiochi
Nadia van Dyne compare in:
- Marvel Future Fight
- Marvel Avengers Academy
- LEGO Marvel Super Heroes 2
- Marvel Duel

Un adattamento della versione cinematografica del personaggio compare in:
- Marvel Puzzle Quest
- Marvel: Sfida dei campioni
- Marvel Future Fight
- Marvel Avengers Academy
- Marvel World of Heroes
- LEGO Marvel's Avengers
- LEGO Marvel Super Heroes 2
- Marvel Strike Force